# الحب في سلة القمامة

لوحة "الحب في سلة القمامة"

الحب في سلة القمامة (بالإنجليزية: Love is in the Bin) هو عمل فني متداخل 2018 من قبل بانكسي عرض وانشأ في في دار سوذبي للمزادات، لندن، حيث تم التدمير الذاتي غير المتوقع للوحة عام 2006 المسماة (فتاة البالون) فور بيعها في مزاد بمبلغ قياسي قدره 1,042,000 جنيه إسترليني. وفقًا لـ دار مزادات سوذبي، فإن هذا هو «أول عمل فني في التاريخ يتم إنشاؤه على الهواء مباشرة أثناء المزاد.»  كانت اللوحة على سبيل الإعارة الدائمة إلى معرض ولاية شتوتغارت الألماني منذ مارس 2019.

## العمل الأصلي
اللوحة مقتبسة من جدارية بانكسي 2002 فتاة البالون، وهي نادرة كعمل فريد من نوعه وليست مطبوعة. أعطاه لصديق بعد وقت قصير من معرض بيري ليجال في عام 2006. قال بانكسي إنه أعد آلية التدمير الذاتي في هذا الوقت في حالة طرح العمل في مزاد علني.

## المزاد والتدمير الذاتي
باعت دار سوذبي للمزادات لوحة فتاة البالون في مزاد علني في 5 أكتوبر 2018، بسعر قياسي للفنان بلغ 1,042,000 جنيه إسترليني (ما يعادل 1,366,672 دولارًا أمريكيًا أو 1,184,360 يورو). في غضون ثوانٍ من سقوط مطرقة المزاد معلنة البيع، بدأت اللوحة في الانزلاق من أسفل الإطار وتمزيق نفسها بصوت مسموع لصفارة الإنذار وسط علامات التعجب المفاجئة من الحضور. توقفت آلة التقطيع عندما كانت اللوحة في منتصف الطريق تقريبًا؛ قال بانكسي إن توقفها لم يكن مخططا وإنه كان ينوي تمزيقها بالكامل. تم وضع العمل في إطار سميك وتم توصيله لتسهيل الإضاءة الكهربائية المدمجة،[بحاجة لمصدر] والذي يعمل أيضًا على تشغيل جهاز تمزيق مخفي في الحافة السفلية. قالت دار سوذبي إنهم ليس لديهم معرفة مسبقة بآلية التدمير الذاتي. بعد التقطيع، كان هناك تفاوض مع المشتري لتأكيد البيع، وفي 11 أكتوبر تم الاتفاق على أن يتم البيع بالسعر الأصلي الكامل. تمت إعادة تسمية العمل من قبل ممثلي بانكسي الذين يطلق عليهم مكافحو الآفات من فتاة البالون إلى الحب في سلة القمامة تكهن مراقبو السوق بأن التدمير الذاتي سيزيد من قيمة العمل الفني. أصدرت سوذبي بيانًا وصفته بأنه «أول عمل فني في التاريخ يتم إنشاؤه على الهواء مباشرة خلال مزاد».
أفادت الأنباء أن الفنان حمل مقطع فيديو للحدث على انستجرام، يظهر تشكيل آلية التقطيع والإطار، لكنه حذف التدوينة. أصدر بانكسي مقطع فيديو آخر يشير إلى أن اللوحة كانت تهدف إلى تمزيقها بالكامل، حيث أظهر اللوحة وهي تمزق مع عبارة: «نجح تمزيق اللوحة في كل التجارب السابقة».

## تكهنات
تم التكهن بأن الرجل الذي شوهد يصور تمزيق اللوحة هو بانكسي أو شخص مرتبط به.
بعد فترة وجيزة من المزاد، لاحظ جوش جيلبرت -نان متخصص في النحت المعدني وساحر- ما اعتقد أنه عدد من التناقضات مع العمل الذي قام بتمزيق نفسه. على وجه الخصوص، فإن شفرات التمزيق التي اكتشفت داخل الإطار «ليست في مكان قريب من مكان اللوحة».

## إعادة عرض العمل الفني
بعد أن تم تمزيق النسخة الأصلية للوحة فتاة البالون عام 2018 أعيد تسمية العمل الفني المتداخل باسم الحب موجود في سلة المهملات وعرضه مرة أخرى في المزاد عام 2021.

## إعداة بيع اللوحة
بيعت اللوحة مرة أخرى في مزاد في لندن بتاريخ 14 أكتوبر 2021. بسعر 25.4 مليون دولار أمريكي. وهو يعتبر رقم قياسي للفنان. ويزيد بأضعاف عن سعر اللوحة قبل التمزق.